# シンクアーツ
株式会社シンクアーツ（英: thinkArts Co.,Ltd.）は、かつて存在した日本の家庭用ゲームソフト開発会社である。

## 会社概要
下請けとして主にゲームソフトやオンラインゲームの開発を行っていた。2005年4月よりフィールズの100%子会社となり、パチンコ液晶部分のCGや当時フィールズ傘下だったディースリー・パブリッシャーのゲーム開発を行っていたが、2009年3月をもって解散・清算された。

## 開発したゲーム
- 遙かなる時空の中で 盤上遊戯（コーエー）
- 疾走、ヤンキー魂。（スクウェア・エニックス/ゲームポット）
- 大戦略ポータブル（元気）
- 大戦略DS（元気）
- 大戦略ポータブル2（元気）
- SIMPLEシリーズ（ディースリー・パブリッシャー）
  - THE 地球防衛軍タクティクス
  - THE ルームシェアという生活。
  - THE 超弾丸!! カスタム戦車
- 西遊記 〜金角・銀角の陰謀〜（ディースリー・パブリッシャー）
- 獣神演武DS（ディースリー・パブリッシャー）
- ソングサマナー 歌われぬ戦士の旋律（スクウェア・エニックス）